# サンタクロース・エキスプレス

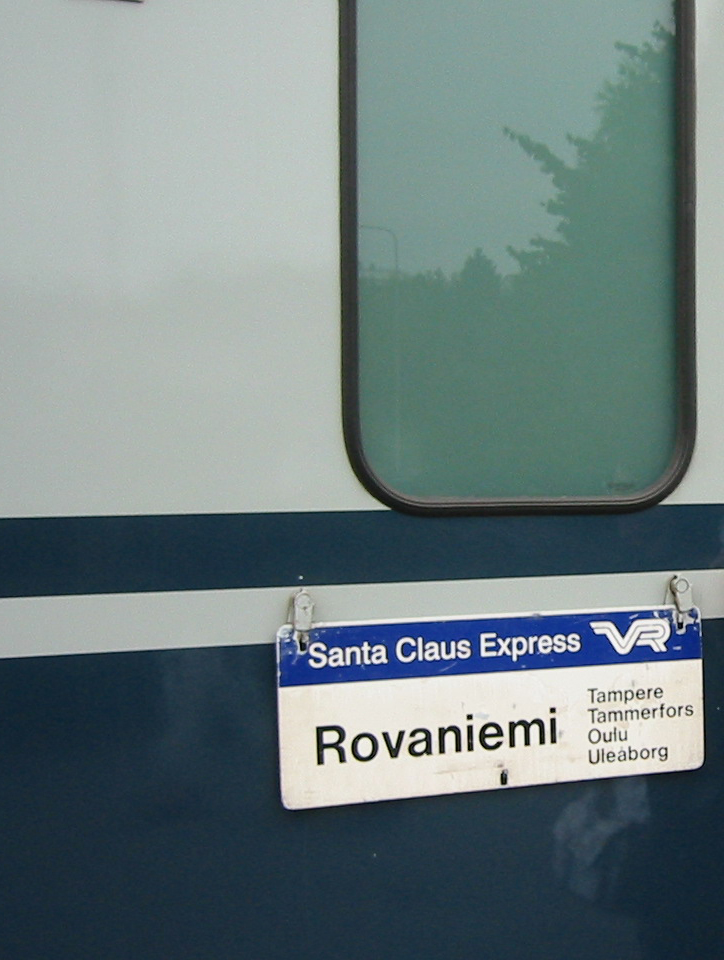
「青」客車に取り付けられた方向板

サンタクロース・エキスプレス（Santa Claus Express）はフィンランドVRグループが運行する夜行列車である。ヘルシンキ、トゥルクとサンタクロースの故郷とされるロヴァニエミを結ぶことから、この愛称がある。参考文献では「大人のためのファンタジー列車」と紹介されている。

## 運転区間
ヘルシンキ中央駅、トゥルク中央駅 - ロヴァニエミ駅 1日1往復、ヘルシンキ中央駅 - ケミヤルヴィ駅 1日1往復が毎日運行、夏季には増便あり。トゥルク駅発着便は、途中タンペレ駅で解結を行う。近年は主に繁忙期の週末にパシラ駅 - ロヴァニエミ駅の間で増発されるようである。

## 運転時刻
2018年12月9日現在の運転時刻は次の通り。
| 北行           | 北行     | 北行       | 北行     | 南行           | 南行       | 南行     | 南行     |
| -------------- | -------- | ---------- | -------- | -------------- | ---------- | -------- | -------- |
|                | 時刻     | 時刻       | 時刻     |                | 時刻       | 時刻     | 時刻     |
| 駅名＼列車番号 | IC 265号 | 急行 267号 | IC 273号 | 駅名＼列車番号 | 急行 264号 | IC 266号 | IC 274号 |
| ヘルシンキ     | 18:49    | …          | 23:13    | ケミヤルヴィ   | …          | …        | 19:35    |
| パシラ         | 18:57    | 21:51      | 23:20    | ロヴァニエミ   | 16:35      | 18:00    | 21:15    |
| タンペレ       | 22:11    | 00:22      | 01:55    | オウル         | 20:24      | 21:02    | 23:42    |
| オウル         | 04:44    | 06:54      | 08:10    | タンペレ       | 04:17      | 03:05    | 05:40    |
| ロヴァニエミ   | 07:13    | 09:56      | 11:05    | パシラ         | 07:00      | 06:17    | 09:07    |
| ケミヤルヴィ   | 08:45    | …          | …        | ヘルシンキ     | …          | 06:24    | 09:14    |

なお、パシラ駅発着便は臨時列車である。

## 運行車両・クラス
連結される車両は次の通りで14-18両編成。ロヴァニエミまでの電化区間は電気機関車で牽引される。
- デラックス寝台車（指定）
- 普通寝台車（指定）
- リクライニング2等座席車（自由席）
- 車載車

## 評価
2016年に『タウン&カントリー』誌のウェブサイトで「ヨーロッパ最高の夜行列車10選」のひとつに選ばれた。